# Leslie John Comrie
Leslie John Comrie (* 15. August 1893 in Pukekohe, Neuseeland; † 11. Dezember 1950) war ein Astronom und ein Pionier auf dem Gebiet der Rechenmaschinen.
Während des Ersten Weltkrieges war er Mitglied der New Zealand Expeditionary Force und verlor im Gefecht ein Bein. Während seiner Genesung benutzte er zum ersten Mal eine Rechenmaschine und begann damit, diese für Projekte zu modifizieren.
Comrie war von 1920 bis 1922 der erste Leiter der Abteilung Datenverarbeitung der British Astronomical Association, bis er von diesem Posten zurücktrat, um am Swarthmore College in den Vereinigten Staaten zu unterrichten. Dort trieb er den Unterricht der numerischen Mathematik voran. 1926 kehrte er nach England zurück, um in das HM Nautical Almanac Office im Royal Greenwich Observatory einzutreten.
Im April 1928 beschrieb er in seinem Artikel „On the Construction of Tables by Interpolation“ („Über die Erstellung von Tabellen durch Interpolation“) die Interpolation von Daten in Tabellen mit Hilfe von Lochkarten und verglich diese Methode mit dem uneffizienteren und fehleranfälligeren Verfahren, das mechanische Rechner verwendet. Im selben Jahr benutzte er als erster die Lochkartentechnik, um wissenschaftliche Berechnungen durchzuführen. Er benutzte die Fourier-Analysis, um die Stellung des Monds von 1935 bis 2000 zu berechnen.
Er war der Leiter des HM Nautical Almanac Office von 1930 bis 1936.
Comrie gründete 1938 das weltweit erste Computer-Büro . Während des Zweiten Weltkrieges leitete er ein Team von 30 Wissenschaftlern, welches kriegsrelevante Berechnungen mit Rechenmaschinen durchführte (z. B. Bomben-Tabellen für die USAAF). Später beschäftigte er sich mit der Berechnung von Toto-Wetten.
Kurz vor seinem Tod wurde Comrie zum Mitglied der Royal Society London gewählt. Ein Mondkrater (23.3N 112.7W), der Asteroid (3521) Comrie, der Comrie-Gletscher in der Antarktis sowie das Computer-Labor seiner Universität, der Universität Auckland, wurden nach ihm benannt.
Er starb 1950 im Alter von 57 Jahren nach einer Reihe von Schlaganfällen.